# فلین کلارک
فلین کلارک (انگلیسی: Flynn Clarke؛ زادهٔ ۱۹ دسامبر ۲۰۰۲) بازیکن فوتبال اهل بریتانیا است.
از باشگاه‌هایی که در آن بازی کرده‌است می‌توان به باشگاه فوتبال پیتربورو یونایتد اشاره کرد.
وی همچنین در تیم ملی فوتبال Scotland U19 بازی کرده‌است.